# Runar Gåsström
Runar Gåsström (ryska: Рунар Викторович Гострем, Runar Viktorovitj Gostrem), född 13 maj 1914 i Helsingfors, död 13 april 1998 i Kaliningrad var en finländsk kärnfysiker.

## Biografi
Åren 1914–1917 bodde Gåsström med sina föräldrar i USA och 1917–1927 i Finland. År 1927 flyttade han till Kanada och 1933 till Sovjetunionen där han 1941 blev diplomfysiker vid Moskvauniversitetet under Pjotr Kapitsa. Efter ha deltagit som frivillig i kriget återvände han 1946 till Finland där han blev lärare vid Helsingfors universitet under Lennart Simons ledning. Han konstruerade där en Geiger-Müller-räknare vilken kom att användas vid universitetets fjärde medicinska klinik och betraktas som inledningen till nuklearmedicinen i Finland.
År 1954 överflyttade Gåsström till universitetet i Groningen och 1959 till Internationella atomenergiorganet i Wien men återvände 1960 till Sovjetunionen där han verkade vid Sovjetunionens vetenskapsakademis institut för radiofysik och elektronik. År 1961 blev han doktor i fysiska och matematiska vetenskaper och 1965 direktör för sibiriska filialen av unionens vetenskapliga forskningsinstitut för fysikalisk-tekniska mätningar i Irkutsk och professor i radiofysik och elektronik vid universitetet där. År 1970 överflyttade han till Kaliningrad och uppges senare även ha varit verksam i Novosibirsk.

## Publikationer
inklusive
- Simons, Lennart; Gåsström, Runar (1948). Intensitetsmätare för stark-strålning : stadgar för Fysikersamfundet i Finland - Suomen fyysikkojen seura r.f. ; medlemsförteckning. Fysikersamfundet i Finland, 4. Helsingfors: Fysikersamfundet i Finland. OCLC 58170010. Särtryck ur Kemistsamfundets meddelanden nr 1-2, 1947.

### Översättning
- Hallén, Erik Gustaf (1962). Electromagnetic Theory. London: Chapman & Hall. OCLC 753103919. 8vo, 621 sidor. Översatt av Runar Gåsström. Den ursprungliga titeln var Elektricitetslära.